# Kadetten-Weltmeisterschaften im Boxen
Die Kadetten-Weltmeisterschaften im Boxen wurden von der AIBA organisiert und von 2001 bis 2007 regelmäßig (bis auf 2004) im Jahresrhythmus ausgetragen. Die erste Kadetten-Weltmeisterschaft fand in der aserbaidschanischen Hauptstadt Baku statt (2007 fand sie abermals in Baku statt). Berechtigte Teilnehmer waren 15- und 16-Jährige.
2009 wurde die erste neue Junioren-Weltmeisterschaft in Jerewan ausgetragen. Die Kadetten-Weltmeisterschaften werden seitdem von den neuen Junioren-Weltmeisterschaften ersetzt (berechtigte Teilnehmer sind natürlich auch nur Boxer im Alter von 15 und 16 Jahren), da die alten Junioren-Weltmeisterschaften seit 2008 von den Jugend-Weltmeisterschaften ersetzt werden.

## Kadetten-Weltmeisterschaften
| Nachfolger → Junioren-Weltmeisterschaften | Nachfolger → Junioren-Weltmeisterschaften | Nachfolger → Junioren-Weltmeisterschaften | Nachfolger → Junioren-Weltmeisterschaften | Nachfolger → Junioren-Weltmeisterschaften |
| Nr.                                       | Jahr                                      | Ort                                       | Land                                      | Artikel                                   |
| ----------------------------------------- | ----------------------------------------- | ----------------------------------------- | ----------------------------------------- | ----------------------------------------- |
| 1                                         | 2001                                      | Baku                                      | Aserbaidschan                             | Details                                   |
| 2                                         | 2002                                      | Kecskemét                                 | Ungarn                                    | Details                                   |
| 3                                         | 2003                                      | Bukarest                                  | Rumänien                                  | Details                                   |
| 4                                         | 2005                                      | Liverpool                                 | England                                   | Details                                   |
| 5                                         | 2006                                      | Istanbul                                  | Türkei                                    | Details                                   |
| 6                                         | 2007                                      | Baku                                      | Aserbaidschan                             | Details                                   |